# Noon moon
『noon moon』（ヌーン・ムーン）は、原田知世の19作目のスタジオ・アルバム。 2014年5月7日にcommmonsよりリリースされた。オリジナルアルバムとしては2009年10月の『eyja』以来およそ4年半ぶりとなる。

## 概要
本作で3作連続となる伊藤ゴローによるプロデュース作品で、ほとんどの作詞を原田自身が、作曲・編曲は伊藤が手がけている。タイトルの『noon moon』とは、″昼間の青い空に透けて見える月″を意味し、満ち欠けの度合や時期、見る場所によって違う表情を見せる月のように様々なスタイルの曲が収められたアルバムとなったことからこのタイトルが付けられた。原田と伊藤は、美術館やカフェなどを会場に開かれる歌と朗読の会 ″on-doc.(オンドク)″ に2011年から参加しており、″on-doc.″をやっていくうちに次のアルバムはアレンジをなるべくシンプルなものにして、歌とギターだけで成立するようなものにしたいという共通意識が二人の間で自然に生まれたという。また原田は、大半の作曲を手掛けた伊藤にも全体を通じて1980年代の歌謡曲やポップスへのオマージュという気持ちがあったと言い、本作には人の耳や心に残るメロディを作りたいという気持ちの中で生まれた楽曲が多くなったと話している。
作家で詩人の池澤夏樹がM-9「名前が知りたい」の詞を提供しているが、これは″on-doc.″において原田が愛読する池澤作の短編集『きみが住む星』に収録された作品を朗読してきたことから、アルバムの為に歌詞を書いてもらえればと思い依頼したところ、池澤が快諾したため実現したものである。
M-1「青空の月」には坂本龍一がキーボード演奏で参加。他に5人組ジャズバンドTRI4TH（トライフォース）のメンバー織田祐亮、藤田淳之介らが演奏に参加している。M-3「Double Rainbow」は、鹿児島テレビ「ナマ・イキVOICE 100%女性倶楽部」エンディングテーマとして使用された。
2017年8月23日にはCRAFTMAN RECORDSよりLPレコードが発売された。

## 批評
タワーレコードのサイトでは、「最近の作品はエレクトロニカ（電子音楽）を採り入れた繊細な音作りがなされていたが、本作はメロディーの良さを際立たせた親しみやすい楽曲が並んでおり、すぐに耳に馴染むポップなサウンドには無駄な音がひとつもない。曲のエッセンスを捉えた簡潔なアレンジにイノセントな歌声が映え、原田と伊藤のコラボレートを極めたような素晴らしい仕上がりである。」と紹介されている。

## 収録曲

### CD
| 全作曲: 伊藤ゴロー（M-7を除く。M-7のみトーレ・ヨハンソン）、全編曲: 伊藤ゴロー（M-9・ホーン編曲: 織田祐亮）。 |                         |                    |                                                      |      |
| # | タイトル                | 作詞               | 作曲・編曲                                           | 時間 |
| 1. | 「青空の月」            | 原田知世           | 伊藤ゴロー（M-7を除く。M-7のみ トーレ・ヨハンソン ） | 3:36 |
| 2. | 「うたかたの恋」        | 原田知世           | 伊藤ゴロー（M-7を除く。M-7のみ トーレ・ヨハンソン ） | 4:27 |
| 3. | 「Double Rainbow」      | 原田知世           | 伊藤ゴロー（M-7を除く。M-7のみ トーレ・ヨハンソン ） | 3:50 |
| 4. | 「A Moment Of Clarity」 | 原田知世・澤渡英一 | 伊藤ゴロー（M-7を除く。M-7のみ トーレ・ヨハンソン ） | 4:00 |
| 5. | 「走る人」              | 原田知世           | 伊藤ゴロー（M-7を除く。M-7のみ トーレ・ヨハンソン ） | 4:00 |
| 6. | 「My Dear」             | 原田知世・澤渡英一 | 伊藤ゴロー（M-7を除く。M-7のみ トーレ・ヨハンソン ） | 3:01 |
| 7. | 「LOVE」                | 原田知世           | 伊藤ゴロー（M-7を除く。M-7のみ トーレ・ヨハンソン ） | 3:24 |
| 8. | 「レモン」              | 伊藤ゴロー         | 伊藤ゴロー（M-7を除く。M-7のみ トーレ・ヨハンソン ） | 3:03 |
| 9. | 「名前が知りたい」      | 池澤夏樹           | 伊藤ゴロー（M-7を除く。M-7のみ トーレ・ヨハンソン ） | 4:39 |
| 10. | 「Brand New Day」       | 原田知世           | 伊藤ゴロー（M-7を除く。M-7のみ トーレ・ヨハンソン ） | 3:50 |
| 合計時間: | 合計時間:               | 合計時間:          | 37:53                                                |      |

### LPレコード
| 全作曲・編曲: 伊藤ゴロー。 |                         |                    |            |      |
| #                          | タイトル                | 作詞               | 作曲・編曲 | 時間 |
| 1.                         | 「青空の月」            | 原田知世           | 伊藤ゴロー | 3:36 |
| 2.                         | 「うたかたの恋」        | 原田知世           | 伊藤ゴロー | 4:27 |
| 3.                         | 「Double Rainbow」      | 原田知世           | 伊藤ゴロー | 3:50 |
| 4.                         | 「A Moment Of Clarity」 | 原田知世・澤渡英一 | 伊藤ゴロー | 4:00 |
| 5.                         | 「走る人」              | 原田知世           | 伊藤ゴロー | 4:00 |

| 全作曲: 伊藤ゴロー（M-2を除く。M-2のみトーレ・ヨハンソン）、全編曲: 伊藤ゴロー（M-4・ホーン編曲: 織田祐亮）。 |                    |                    |                                                    |      |
| # | タイトル           | 作詞               | 作曲・編曲                                         | 時間 |
| 1. | 「My Dear」        | 原田知世・澤渡英一 | 伊藤ゴロー（M-2を除く。M-2のみトーレ・ヨハンソン） | 3:01 |
| 2. | 「LOVE」           | 原田知世           | 伊藤ゴロー（M-2を除く。M-2のみトーレ・ヨハンソン） | 3:24 |
| 3. | 「レモン」         | 伊藤ゴロー         | 伊藤ゴロー（M-2を除く。M-2のみトーレ・ヨハンソン） | 3:03 |
| 4. | 「名前が知りたい」 | 池澤夏樹           | 伊藤ゴロー（M-2を除く。M-2のみトーレ・ヨハンソン） | 4:39 |
| 5. | 「Brand New Day」  | 原田知世           | 伊藤ゴロー（M-2を除く。M-2のみトーレ・ヨハンソン） | 3:50 |